# Lavadeiras de Almenara
Lavadeiras de Almenara é um grupo de cantoras em formação desde 1991 em Minas Gerais, Brasil.
Suas integrantes interpretam cantigas aprendidas nas margens do Rio Jequitinhonha, na cidade de Almenara, além de modinhas, sambas de roda e batuques. As canções também retratam o cotidiano das lavadeiras, o trabalho próprio, de ribeirinhos, canoeiros e as brincadeiras e também as relações entre índios, negros e portugueses durante a colonização em Minas Gerais.
Realizando apresentações em todo o país, o coral já se apresentou também em Portugal e na Espanha e destacado em reportagens e documentários na   TV Brasil e na Rede Globo.
O coral também vem sendo considerado parte integrante do patrimônio cultural imaterial da região do Vale do Jequitinhonha, uma vez que o coral das lavadeiras contribui para manter as tradições e valores simbólicos da região.
Dentre os vários trabalhos produzidos pelas Lavadeiras de Almenara destacanm-se os CD-livros "Batukim Brasileiro" e "O canto das lavadeiras".

## História
O coral surgiu em 1991 após o cantor, compositor e pesquisador cultural Carlos Farias ter incentivado as lavadeiras de Almenara a formarem um grupo, pois, além das difíceis condições de vida das lavadeiras, antigas canções, inseridas no cotidiano das mulheres, poderiam desaparecer.
A pesquisa de coleta de canções entoadas pelas mulheres surgiu em 1985 pelo próprio Carlos Farias.
O trabalho teve aceitação, e elas começaram participaram de festivais no Vale do Jequitinhonha - o Festival da Cultura Popular do Vale do Jequitinhonha, em Minas Novas, e no 7º FESCAL – Festival da Canção de Almenara.
Seu repertório inclui batuques, sambas, chorinhos, afoxés, frevos, cantigas de roda, modinhas, chulas de terreiro e toadas de origem desconhecida. A temática também envolve cânticos de trabalho, lúdicos e de louvação, de influência africana, indígena e portuguesa, uma mistura que revela a miscigenação que forma música brasileira.
As apresentações passaram a ser acontecer em todo o território nacional, ou seja, o grupo "saiu da beira do rio para espalhar sua memória sonora pelos palcos" com o show Batendo roupa, cantando a vida, palestra Conversa de Lavadeira e a cerimônia de Bênção das Águas. Nessa trajetória, o grupo já se apresentou com outros artistas como Milton Nascimento.
De 1994 a 1998, o grupo foi coordenado por Tânia Grace Almeida.
Em outubro de 1999 as lavadeiras fizeram parte da gravação de um CD coletivo em Teófilo Otoni, o Por Cima das Aroeiras, juntamente com outros grupos culturais do Vale do Jequitinhonha.
Em março de 2002, o coral participou do 3º Festival de Arte, Criatividade e Recreação (FACR), na Ilha da Madeira, em Portugal.
Em 2003, o grupo já registraria seu trabalho no CD-livro Batukim Brasileiro, formado por 13 canções e com recursos obtidos pelas leis estadual e federal de incentivo à cultura.
Em 2005, foi lançado outro álbum, Aqua – A música das lavadeiras do Jequitinhonha, com encarte trilíngue e textos de Olavo Romano e Déa Trancoso. Também houve participações de Rubinho do Vale e Pereira da Viola. O álbum é formado por músicas entremeadas de histórias, casos, sentimentos e lembranças nem sempre boas ou líricas, a experiência e a poesia de suas vidas.
Em 2009, representaram o Brasil no Festival Internacional de Folclore no Peru.
Em 2010, o coral recebeu a Ordem do Mérito Cultural 2010, concedida pelo Ministério da Cultura (Minc) do governo brasileiro. O ministro da Cultura, Juca Ferreira, justificou o prêmio ao dizer que "foram escolhidas pessoas que exprimem a nossa tradição, a nossa vanguarda, as diferentes correntes de criação cultural e artística do nosso povo".
As lavadeiras são Adélia Barbosa da Silva, Ana Isabel da Conceição, Emília Maria de Jesus, Juracy Lima da Silva, Mirian Fernandes Pessoa, Santa de Lourdes Pereira, Sebastiana Dias Silva, Tereza Fernandes Souza Novais e Valdenice Ferreira dos Santos.

## Recepção crítica
Segundo a pesquisadora Sâmara Rodrigues de Ataíde em dissertação apresentada na Universidade Federal do Rio de Janeiro, as lavadeiras entoam os episódios do cotidiano por meio de um eu lírico, "uma voz feminina, que está lavando roupa, conversando com suas amigas, ou com sua mãe, a narrar diversas situações em que é protagonista".
A pesquisadora concluiu que os versos destas canções permitem o diálogo com o sincretismo da religiosidade popular brasileira ao adotar elementos da diversidade e absorver a riqueza do folclore e da cultura da região onde as lavadeiras habitam.
Ainda segundo a pesquisadora, as cantigas conservam traços autóctones "de uma identidade brasileira fragmentada e diluída em tempos de massificação cultural".